# Neta GT
La Neta GT est un coupé sportif électrique du constructeur automobile chinois Neta Automobile, propriété du groupe Hozon Auto, produite à partir de 2023 en Chine pour le marché local.

## Présentation
La Neta GT est présentée au salon de l'automobile de Shanghai 2023.

## Caractéristiques techniques

### Batterie
Le coupé offre le choix entre 3 capacités de batterie : 64,24, 74,48 et 77,9 kWh pour une autonomie allant de 560 à 660 km selon les versions.